# 레모 프로일러
레모 마르코 프로일러(Remo Marco Freuler, 1992년 4월 15일 ~ )는 스위스의 축구선수로 포지션은 미드필더이다. 현재 세리에 A의 볼로냐에서 활약하고 있다.

## 경력 통계

### 국가대표
2019년 3월 26일  기준
| 스위스 |      |      |
| 연도   | 경기 | 득점 |
| 2017   | 7    | 0    |
| 2018   | 7    | 0    |
| 2019   | 2    | 1    |
| 합계   | 16   | 1    |